# Aloys Franz Bernhard van Langenberg
Aloysius Franziskus Bernardus van Langenberg (* 6. Oktober 1769 in Bocholt; † 26. August 1843 in Münster) war ein Rechtsgelehrter und Hofrat des Fürstentums Salm, kaiserlich-französischer Staatsanwalt unter Napoleon I. und Geheimer Regierungsrat in Münster. 

Ehemalige Langenbergschule: Denkmalgeschütztes Wandbild

Von 1788 bis 1790 studierte er in Münster römisches Recht, deutsche Geschichte und Staats- und Lehnsrecht, 1790/91 in Göttingen deutsches Recht und Geschichte. 1792 promovierte van Langenberg in Münster zum lic. jur. utr. und legte seine höhere Staatsprüfung ab. Neben Andreas Stündeck und Hans von Bostel administrierte er die Geschäfte der Landesregierung des Fürstentums Salms. Als dieses Land durch Annexion dem Französischen Kaiserreich einverleibt werden musste, setzte der kaiserliche Kommissar Théobald Baron von Bacher ihn und von Bostel als „K. K. provisorische Regierung“  sogleich vorübergehend wieder ein. Danach wurde er französischer Staatsanwalt im Arrondissement Rees, 1815 wechselte er in die Dienste des Königreichs Preußen. Als Ehrenmitglied des Regierungskollegiums Münster bekam er im Jahre 1841 durch Friedrich Wilhelm III. den Roten Adlerorden II. Klasse verliehen (zuvor bereits Träger des Adlerordens III. Klasse). 
Seiner Heimatstadt Bocholt blieb Aloys van Langenberg ein Leben lang verbunden, in seinem Testament setzte er die Bocholter Armen zu seinen Erben ein. Der „Langenbergsche Armenfonds“ wurde bis zum Jahr 1970 von der Stadt Bocholt als besondere Stiftung verwaltet. Nach ihm sind die Langenbergstraße, der Langenbergpark und die frühere Langenbergschule benannt. Im Gebäude der alten Langenbergschule befindet sich heute das Weiterbildungskolleg Westmünsterland. Ein denkmalgeschütztes Wandgemälde im Treppenhaus der Schule stellt Langenbergs Engagement für die Stadt Bocholt dar.